# 李俊揆
李 俊揆（イ・ジュンギュ、朝鮮語: 이준규、1954年 - ）は、大韓民国の外交官。元駐日大韓民国大使。朴槿恵政権下では初の職業外交官出身の駐日大使となった。駐インド、駐ニュージーランド大使などを歴任。朴槿恵は奨忠国民学校（現在の奨忠初等学校）の先輩、また外交部長官（外相）の尹炳世はソウル大学校法科大学の同窓にあたる。

## 来歴
1954年、忠清南道公州郡（現在の公州市）出身。1972年に京畿高等学校、1976年にソウル大学校法科大学、1976年に同大学の法学専門大学院の修士課程を終え、外交官試験12期に合格。1978年に外務部（現在の外交部）に入省する。
慶應義塾大学訪問研究員として研究生活を送ったほか、1993年には外交部通商第1課長となり日韓貿易分野を担当する。1996年12月から在日韓国大使館の参事官を務めるなど、日本との関係は深い。また2001年には駐中大使館の公使参事官兼総領事となり、在任中に脱北者問題が発生した際には、中国と本国との間の調整を図り、問題の解決に向け主導的役割を果たした。こうした経歴から、アジア太平洋地域全般における政治、経済、領事分野の外交問題に対して精通した外交官と評価されている。
また2004年には在外同胞領事局局長、2009年には在外同胞領事大使に就任するなど、在外国民問題を扱う重要ポストの経験もある。こうした経歴から、駐日大使として在日韓国人に関する問題への対応が期待されることとなった。
2006年に駐ニュージーランド大使となり、2010年には李明博政権下で次官級の外交安保研究院長に就任する。2012年9月に駐インド大使となり、2015年10月に離任した。
2016年5月下旬に次期駐日大使への就任が内定したことが報じられ、日本政府の同意（アグレマン）を得た上で7月1日に韓国政府より任命された。7月8日に着任し、8月10日に信任状捧呈式。

## 対日姿勢
先述したように日本における研究生活や勤務経験などがあり、日本に精通した外交官と評価されている。一方で駐日大使就任時点で日本に関する業務からは離れていたため、人脈の再構築が課題ともされた。
李俊揆自身は駐日大使就任の数日前、日韓関係が望ましいレベルまで発展するにはまだ先は長いとの見解を示した一方、2015年12月に日韓間で妥結した慰安婦問題日韓合意については徹底的に履行し、関係改善のため努力する必要があるとも述べている。合意に深く関わった前任の駐日大使の柳興洙・大統領秘書室長の李丙琪が相次いで退任したことで合意履行への影響が懸念されていた時期の駐日大使就任であり、後任の李俊揆には履行を着実に実施していくことが課題となった。
駐日大使に就任した2016年7月1日、日韓間には植民地統治という不幸な歴史が存在し、そこから多くの問題が派生しているが、両国関係を未来志向で発展させるべきという点には疑問の余地がないとし、日韓関係の回復と安定的な発展に邁進すると抱負を述べている。しかし両国はその後、韓国側の慰安婦像設置を巡って対立を深め、2017年1月には長嶺安政駐韓大使の一時帰国という事態に発展する。帰任の目処が立たない中、李俊揆は日本のメディアに対し、日韓合意を履行するべきとの立場を繰り返し表明。韓国外交部もこの立場を支持したが、一方で共に民主党は一連の行為を妄言と決めつけ、「李俊揆による越権外交だ」「李俊揆は日本に帰化したのか」などと批判を浴びせた。

## 栄典
- 2003年 - 紅条勤政勲章[1]